# 胡达古拉

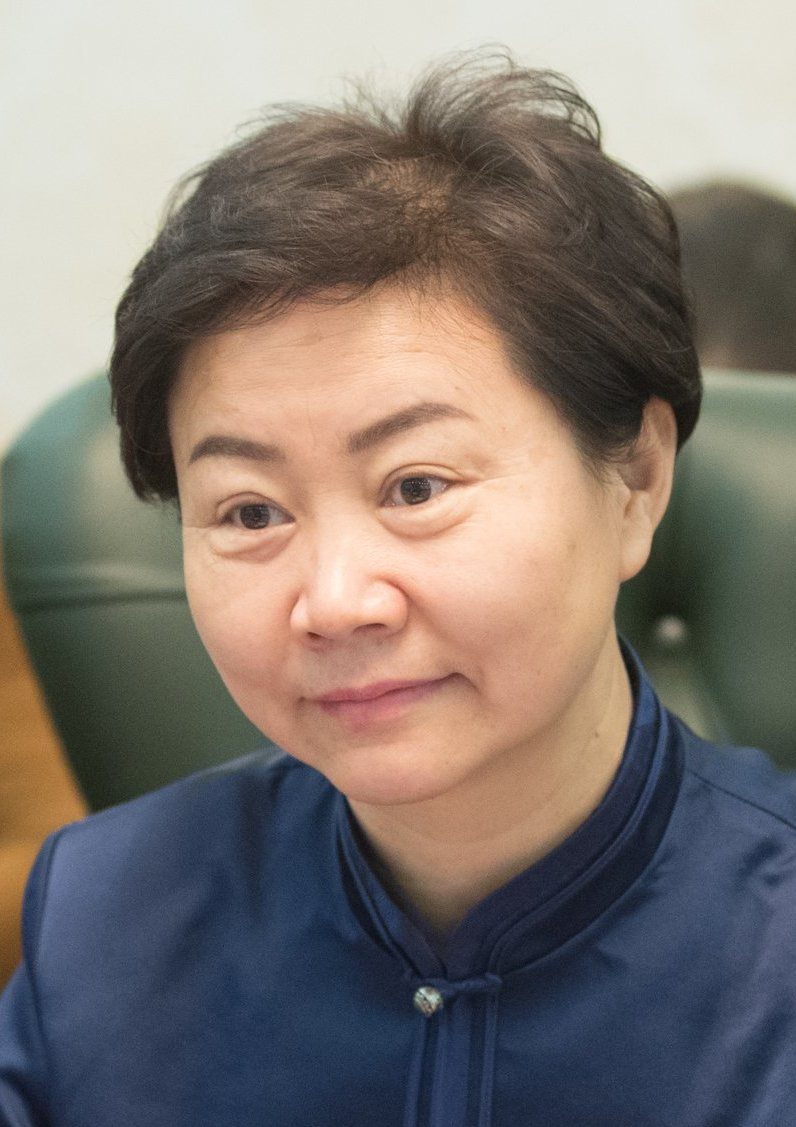

胡达古拉（1967年3月—），女，蒙古族，内蒙古科左中旗人，中华人民共和国政治人物，中国共产党党员。现任第十四届全国政协委员、内蒙古自治区党委常委、统战部部长、全国妇联常委。

## 生平
1990年7月参加工作，中央党校在职研究生学历。2002年4月当选为共青团内蒙古自治区委副书记；2005年任共青团内蒙古区委副书记、自治区青联主席；2006年11月任共青团内蒙古自治区委书记、党组书记；2010年6月任通辽市委副书记、副市长、代市长。2011年2月当选通辽市委副书记、政府市长。第十二届、第十三届全国人大代表。2013年1月胡达古拉当选通辽市长。2014年10月，任内蒙古自治区妇联主席。2018年1月，当选第十三届全国政协委员。
2021年11月，当选中共内蒙古自治区党委常委，出任自治区党委统战部部长。